# Elena Cebrián
Elena Cebrián Calvo (Valencia, 29 de octubre de 1970) es una política e ingeniera española. Fue secretaria general para el Reto Demográfico del Gobierno de España entre febrero y octubre de 2020 y consejera de Agricultura, Medio Ambiente, Cambio Climático y Desarrollo Rural de la Generalidad Valenciana entre 2015 y 2019.

## Biografía

### Educación y primeros años
Nacida en la ciudad de Valencia el día 29 de octubre del año 1970. En el año 1995 se licenció en Ingeniería agrónoma, especializándose también en Economía y Política agraria por la Universidad Politécnica de Valencia (UPV). Tras licenciarse en ese mismo año fue becaria de postgrado en el Departamento de Economía, Sociología y Política Agraria "ETSI Agrónomos" de la misma universidad, hasta 1997 que pasó a ser becaria del Servicio de Estudios Agrarios y Comunitarios de la Consejería de Agricultura, Pesca y Alimentación de la Generalidad Valenciana.

### Inicios en la Administración estatal
En 1999 se trasladó a Madrid, donde ingresó por oposición en el Cuerpo de Ingenieros Agrónomos del Estado, que es perteneciente al Ministerio de Agricultura, Pesca y Alimentación. En el 2000 fue Jefa de servicio de la Dirección General de Desarrollo Rural y Política Forestal y en 2002 pasó a ser representante permanente de España ante la Unión Europea en Bruselas (Bélgica), como agregada de la Consejería de Agricultura.
En 2003 fue Jefa de Área de fondos europeos del Fondo Español de Garantía Agraria y un año más tarde fue Subdirectora General adjunta de Estrategias de Desarrollo rural del ministerio. Entre 2006 y 2010 fue Jefa de Proyectos de agricultura y Desarrollo rural y experta nacional destacada en la Agencia Europea de Medio Ambiente (AEMA) de Copenhague (Dinamarca). Durante este último año también logró obtener el título de experta en Gestión Medioambiental por la Universidad Politécnica de Madrid y fue hasta 2011 Directora adjunta del Organismo Autónomo Parques Nacionales. En 2012 fue Jefa de la unidad de apoyo de la Dirección General del Agua en la Secretaría de Estado de Medio Ambiente y desde enero de 2013 a junio de 2015 fue Jefa de la Unidad de Análisis y Prospectiva en la Subdirección General de Análisis, Prospectiva y Coordinación.
Durante estos años también ha sido colaboradora del Instituto Agronómico Mediterráneo de Zaragoza y ponente en cursos de convocatorias MAEC-AECID en Colombia y Uruguay y fue experta a corto plazo de proyectos del programa europeo PHARE, en Polonia.

### Política autonómica y vuelta a la nacional
Tras los resultados de las Elecciones a las Cortes Valencianas de 2015 y darse la coalición entre el Partido Socialista del País Valenciano de Ximo Puig como nuevo presidente de la generalidad y Coalició Compromís de Mónica Oltra como nueva vicepresidenta, Elena Cebrián como independiente pasó a formar parte de este nuevo gobierno autonómico tras haber sido nombrada como nueva Consejera de Agricultura, Medio Ambiente, Cambio Climático y Desarrollo Rural.
Llegado el fin de legislatura, Cebrián dejó la política y volvió a su plaza en el Ministerio de Agricultura, Pesca y Alimentación.
En febrero de 2020 fue nombrada como secretaria general para el Reto Demográfico, órgano del Ministerio para la Transición Ecológica y el Reto Demográfico para luchar contra la despoblación rural y el envejecimiento poblacional, entre otros retos poblacionales. Cesó en el cargo en octubre de ese año, siendo reemplazada por Francisco Boya Alós.